# Michel Vanhaecke
Michel Vanhaecke, nacido el 24 de septiembre de 1971 en Brujas, es un ciclista belga ya retirado.

## Palmarés
1992
- 1º en la De Drie Zustersteden

1994
- 2º en el Campeonato de Bélgica en Ruta

1996
- Omloop van het Waasland

1997
- Bruxelles-Ingooigem
- Le Samyn

1999
- De Kustpijl Heist
- Campeonato de Flandes
- 2º en el Campeonato de Bélgica en Ruta

2000
- Druivenkoers Overijse
- Flèche Hesbignonne
- 1 etapa del Tour de la Somme
- Gran Premio de la Villa de Zottegem

2001
- Nokere Koerse
- Antwerpse Havenpijl
- 3º en el Campeonato de Bélgica en Ruta

2003
- 1 etapa de la Carrera de la Solidaridad y de los Campeones Olímpicos